# 2.ª Brigada Expedicionaria de Marines
La 2.ª Brigada Expedicionaria de Marines (en inglés: 2nd Marine Expeditionary Brigade, 2 MEB) es una brigada del Cuerpo de Marines de los Estados Unidos. Forma parte de la II Fuerza Expedicionaria de Marines. Esta clasificada como una fuerza de respuesta a crisis de "peso mediano" escogida para las áreas de operaciones del Comando Europeo y del Comando Sur. Es capaz de operar en forma independiente, como un componente del servicio, o de liderar una fuerza de tareas conjunta. Es autosuficiente e interoperable, la 2.ª Brigada Expedicionaria de Marines posee una mezcla de mando y control, potencia de combate y logística especializada. Al operar como parte de un equipo mayor del Cuerpo de Infantería de Marina y con apoyo de la Armada de Estados Unidos y otros servicios, puede proporcionar alcance operacional. 

## Unidades subordinadas actuales
- Elemento de mando: 5.° Batallón 10.º Regimiento
- Elemento terrestre de combate: Equipo Regimental de Combate 8
- Elemento aéreo de combate: 40.º Grupo Aéreo del Cuerpo de Marines
- Elemento logístico de combate: 2.º Regimiento Logístico de Combate

## Historia
En el año 1991 la 2.ª MEB hizo la primera prueba de la Brigada Expedicionaria Aero-Terrestre Noruega (en inglés: Norway Air-Landed Marine Expeditionary Brigade, NALMEB), que abarcaba a todas las unidades de la Reserva del Cuerpo de Marines de los Estados Unidos ya que la Operación Tormenta del Desierto estaba en pleno desarrollo. El ejercicio fue designado como "Battle Griffin" y se efectuó entre febrero y marzo de 1991. La fuerza comprendían a la Compañía de Cuartel General del 25.° de Infantería de Marina, 3-25 Infantería de Marina, Co E, 4.° Batallón de Reconocimiento y el 1-14 de Infantería de Marina.
El 2.° MEB se convirtió en la Fuerza de Tareas Tarawa, bajo el mando del brigadier general Richard F. Natonski, para la Guerra de Irak y como la TF Tarawa, así fue parte de la Invasión de Irak de 2003 subordinada a la I Fuerza Expedicionaria de Marines. Se convirtió en la Fuerza de Tareas Leatherneck , bajo el mando del brigadier general Lawrence Nicholson durante el despliegue del año 2009-2010 a Afganistán para la Fuerza Internacional de Asistencia para la Seguridad  de la OTAN.